# Familienserie
Eine Familienserie ist eine Form der Fernsehserie. Die Handlung ist dabei immer so abgestimmt, dass sich eine ganze Familie, also alle Altersgruppen, in ihr wiederfinden und sich für die Thematik interessieren könnten.

## Definition
Familienserien wie auch im literarischen Ursprung Familienromane erlauben es dem Zuschauer oder Leser, Vergleiche mit der eigenen Familiensituation anzustellen, da immer eine Familie im Mittelpunkt der Handlung steht. Ein Unterschied zum Familienroman ist, dass die Familienserie in den meisten Fällen Kinder und das Interesse von Kindern mit einbezieht. Vorbilder oder lebensnahe Situationen bieten der Familie damit ein hohes Maß an Identifikation. Serien, die nur das Interesse von Kindern ansprechen, sind somit Kinderserien.

## Themen
Biografisch erleben viele Menschen die Familiensituation als ein ursprünglich vorhandenes und immer weiter ausuferndes Geflecht von Abhängigkeiten und Unterstützungsformen. Die Familienserie gibt gewollt oder ungewollt eine Orientierung, indem typische Konflikte, Krisen und Lösungswege aufzeigt werden. Typische Inhalte sind Bildungsthemen wie Kindergarten-, Schulbesuch (Schulpflicht, Klassengemeinschaft, Konflikt mit Lehrern), Arbeitsaufnahme (Lehre), Familienzuwachs wie Geburten von Geschwistern, (Taufen) oder andere Lebensabschnitte wie sexuelle Beziehungen, Berufstätigkeit, die Hochzeit, aber auch Krankheit und Tod.
Die typischen Themen lassen sich in Gruppen darstellen: normative Ereignisse, also Schulabgang oder Hochzeit; zeitgeschichtliche Ereignisse wie Regierungswahlen oder konjunkturelle Phasen und ihre Folgen auf die Gesellschaft (Wirtschaftswunderzeit); kritische Lebensereignisse wie unerwartete Richtungswechsel durch Scheidung der Ehe oder schwere Erkrankungen.

## Die typische Struktur einer Familienserie
Eine Fernsehserie ist eine Abfolge von kleinen Filmen, die üblicherweise zur selben Zeit am gleichen Wochentag im Fernsehen ausgestrahlt werden. Eine Familienserie hat, bis auf wenige Ausnahmen (Gast, Stargast, Versuch mit neuer Rolle), eine Reihe von festen Figuren/Rollen, die in der Serie Abenteuer oder sonstige Erlebnisse haben. Typisch für eine Fernsehserie ist die gleichbleibende Dauer und der offene Ausgang, der Spannung auf die Fortsetzung in einer Woche erzeugen soll.
In Familienserien steht in den meisten Fällen eine Familie im Vordergrund, wobei diese auch für die Handlung wichtige Tiere haben können, wie beispielsweise bei den Klassikern Flipper, Fury oder Lassie. Da Kinder als Zuschauer mit einbezogen werden sollen, werden Familienserien oftmals für das Vorabendprogramm produziert. Der deutsche Klassiker Familie Schölermann beispielsweise lief nach der vorabendlichen Nachrichtensendung. Für Kinder waren solche Serien oft ein Ereignis, zu dem sie abends länger aufbleiben durften.

## Familienserien in ihrer Zeit
| Zeit      | Titel | Bemerkungen |
| --------- | --- | --- |
| 1950–1960 | Familie Schölermann, Lassie, Fury | Bei der amerikanische Produktion Lassie steht ein Hund als Star im Mittelpunkt, in Deutschland stehen Themen wie Vertreibung, Kriegsgefangenschaft, nachgeholte Bildung oder Ferien im Mittelpunkt. |
| 1960–1970 | Familie Hesselbach, Hucky und seine Freunde, Die Unverbesserlichen, Flipper | Es geht um den wachsenden Wohlstand, aber auch die Ost-West-Teilung und den Mauerbau. |
| 1970–1980 | Das Haus am Eaton Place, Unsere kleine Farm, Die Waltons, Eine amerikanische Familie                                                                                            | Viele amerikanische Serien werden zu dieser Zeit übernommen. |
| 1980–1990 | Lindenstraße, Die glückliche Familie, Zwei Münchner in Hamburg, Die Schwarzwaldklinik, Forsthaus Falkenau, Diese Drombuschs, Die Wicherts von nebenan, Ich heirate eine Familie | Neben weiteren amerikanischen Importen entwickelt das ZDF große Familienserien, die wie die Schwarzwaldklinik oder das Forsthaus Falkenau weltweit erfolgreich vermarktet wurden.                   |
| 1990–2000 | Dr. Quinn – Ärztin aus Leidenschaft, Marienhof, Unser Lehrer Doktor Specht, Tierarzt Dr. Engel, Aus heiterem Himmel                                                             | Mit Marienhof startete eine Daily-Soap; daneben wurden weitere Familienserie begonnen. |
| 2000–2010 | Die Fallers – Eine Schwarzwaldfamilie, Familie Dr. Kleist, Unser Charly, Tierärztin Dr. Mertens                                                                                 | Die Zeit der klassischen Familienserie scheint vorbei, andere Formate sollen vermehrt Familien in den Bann ziehen wie Quiz und Ratesendungen, zudem werden ältere Serien weiter fortgesetzt.        |